# Marie Martine Bonfils
Marie Martine Bonfils  (født Verhagen) (død 1804) var en dansk brygger og vinhandler.
Marie Martine var datter af Henric Jacobus Verhagen och Engelke Angelche Geisberg fra Brabant.  Hun blev gift med brygger og vinhandler Ditlev Carl Philibert Bonfils (1718-1773) fra Elsass. Ved ægtemandens død i 1773 overtog hun foretagendet, som var en af landets største på dette tidspunkt.